# Sudarat Butrprom
Sudarat Butrprom (tiếng Thái: สุดารัตน์ บุตรพรหม, phiên âm: Xu-đa-rát Bút-tơ-rôm, sinh ngày 15 tháng 3 năm 1979) còn có biệt danh là Tukky (tiếng Thái: ตุ๊กกี้, phiên âm: Túc-ki), là một nữ ca sĩ, diễn viên và người mẫu nổi tiếng của Thái Lan. Bà được biết nhiều với vai diễn trong bộ phim Ching Roi Ching Lan, Yaem Yasothon. Sinh ngày 15 tháng 3 năm 1979 tại Udon Thani, Thái Lan.

## Các bộ phim đã từng tham gia

### Phim truyền hình
- Yam Yasothon (แหยม ยโสธร) (2005)
- Yam Yasothon 2 (แหยม ยโสธร 2) (2007)
- Hoa Taew Taek Haek Kra Jueng (หอแต๋วแตกแหกกระเจิง) (2009)
- Tukky, Jao Ying Khaai Khob (ตุ๊กกี้ เจ้าหญิงขายกบ) (2010)
- First Love (สิ่งเล็กเล็ก ที่เรียกว่า...รัก) (2010)
- Panya&Renu 2 (ปัญญา เรณู 2) (2012)
- Luang Phee Jazz 4G (หลวงพี่แจ๊ส 4G) (2016)